# 哥伦布大交换：1492年以后的生物影响和文化冲击
《哥伦布大交换：1492年以后的生物影响和文化冲击》（英語：The Columbian Exchange: Biological and Cultural Consequences of 1492）是历史学家阿尔弗雷德·克罗斯比1972年创作的一本历史书籍，书中提出了“哥倫布大交換”的概念。约翰·R·麦克尼尔等人将其称为環境史领域的开山之作，激发了查尔斯·曼恩《1491：前哥伦布时代美洲启示录》和《1493：物种大交换开创的世界史》的创作。